# Dianthus ferrugineus
Dianthus ferrugineus är en nejlikväxtart som beskrevs av Philip Miller. Dianthus ferrugineus ingår i släktet nejlikor, och familjen nejlikväxter. Inga underarter finns listade i Catalogue of Life.